# Grad Edinburg
Edinburški grad je zgodovinski grad v Edinburgu na Škotskem. Stoji na Castle Rocku, ki ga ljudje naseljujejo že vsaj od železne dobe. Na skali je bil kraljevi grad vsaj od vladavine Malcolma III. v 11. stoletju, grad pa je bil kraljeva rezidenca do leta 1633. Od 15. stoletja je rezidenčna vloga gradu upadla in do 17. stoletja uporabljali so ga predvsem kot vojaško garnizijo. Njegov pomen kot dela škotske nacionalne dediščine je bil vedno bolj priznan od zgodnjega 19. stoletja naprej, v zadnjem stoletju in pol pa so bili izvedeni različni programi obnove.
Edinburški grad je igral pomembno vlogo v škotski zgodovini in je služil kot kraljeva rezidenca, arzenal, zakladnica, državni arhiv, kovnica denarja, zapor, vojaška trdnjava in dom časti Škotske - Škotske regalije. Kot eno najpomembnejših utrdb v Kraljevini Škotski je bil grad vpleten v številne zgodovinske konflikte od vojn za škotsko neodvisnost v 14. stoletju do jakobitske vstaje leta 1745. Raziskava, opravljena leta 2014, je odkrila 26 obleganj v 1100-letnem obdobju zgodovino, zaradi česar trdijo, da je bil »najbolj oblegan kraj v Veliki Britaniji in eden najbolj napadenih na svetu«. Nekaj sedanjih stavb je bilo pred obleganjem Langa leta 1573, ko je bila srednjeveška obramba v veliki meri uničena zaradi topniškega bombardiranja. Najpomembnejše izjeme so kapela sv. Marjete iz zgodnjega 12. stoletja, ki velja za najstarejšo stavbo v Edinburgu, kraljeva palača in velika dvorana iz zgodnjega 16. stoletja. Grad je kraj škotskega nacionalnega vojnega spomenika in nacionalnega vojnega muzeja. Britanska vojska je še vedno odgovorna za nekatere dele gradu, čeprav je njena prisotnost zdaj večinoma ceremonialna in upravna. Grad je poveljstvo škotskega kraljevega polka in škotske kraljeve dragonske garde ter hrani njihove polkovne muzeje, skupaj s muzejem škotske kraljevine.
Grad, za katerega skrbi Historic Environment Scotland, je najbolj obiskana (in druga najbolj obiskana turistična atrakcija v Združenem kraljestvu) na Škotskem, z več kot 2,2 milijona obiskovalcev v letu 2019  in več kot 70 odstotki obiskovalcev Edinburga, ki obiščejo grad v prostem času. Kot ozadje Royal Edinburgh Military Tattoo med letnim Edinburškim festivalom je grad postal prepoznaven simbol Edinburga posebej in Škotske kot celote.

## Zgodovina

### Prazgodovina Castle Rock

#### Geologija
Grad stoji na čepu ugaslega vulkana, ki naj bi nastal pred približno 350 milijoni let v spodnjem karbonskem obdobju. Castle Rock je ostanek vulkanske cevi, ki je prerezala okoliško sedimentno kamnino, preden se je ohladila, da je nastala zelo trd diabaz, vrsta bazalta. Kasnejši ledeniški eroziji se je upiral diabaz, ki je zaščitil mehkejšo kamnino na vzhodu in pustil skalo in repno formacijo.
Vrh Castle Rock je 130 metrov nad morsko gladino, s skalnatimi pečinami na jugu, zahodu in severu, ki se dvigajo do višine 80 metrov nad okoliško pokrajino. To pomeni, da je edina lažje dostopna pot do gradu proti vzhodu, kjer se greben bolj položno spušča. Obrambna prednost takega mesta je samoumevna, težave pa predstavlja tudi geologija kamnine, saj je bazalt izjemno neprepusten. Zagotavljanje vode v zgornjem oddelku gradu je bilo problematično in kljub potopu 34 metrov globokega vodnjaka je zaloga vode pogosto zmanjkala med sušo ali obleganjem, tudi med obleganjem Langa leta 1573.

#### Najzgodnejša poselitev
Arheološke preiskave še niso pokazale, kdaj je bil Castle Rock prvič uporabljen kot kraj bivanja ljudi. Nobenega zapisa ni, da bi se Rimljani zanimali za lokacijo med invazijo generala Agricole na severno Britanijo proti koncu 1. stoletja našega štetja. Ptolemajev zemljevid iz 2. stoletja našega štetja prikazuje naselbino na ozemlju Votadinov z imenom Alauna, kar pomeni 'skala', zaradi česar je to verjetno najzgodnejše znano ime za Castle Rock. To pa bi se lahko nanašalo na drugo plemensko gradišče na tem območju. Orygynale Cronykil Andreja Wyntounskega (ok. 1350 – ok. 1423), zgodnji vir za škotsko zgodovino, imenuje Ebrawce (Ebraucus), legendarnega kralja Britov, ki je byggyd [zgradil] Edynburgh. Po prejšnjem kronistu Geoffreyju iz Monmoutha (okoli 1100 – okoli 1155) je Ebraucus imel petdeset otrok s svojimi dvajsetimi ženami in je bil ustanovitelj »Kaerebrauc« (York), »Alclud« (Dumbarton) in »Maidens grad«. Angleški pisatelj iz 16. stoletja John Stow (okoli 1525 – 1605) je Ebraucusu leta 989 pr. n. št. pripisal zasluge za gradnjo »gradu deklet, imenovanega Edenbrough«. Ime Dekliški grad ((latinsko Castra ali Castellum Puellarum) se pogosto pojavlja vse do 16. stoletja. Pojavlja se v listinah Davida I. (vladal 1124–1153) in njegovih naslednikov v Kraljevini Škotski, čeprav razlog za to ni znan. Raziskava Britanije Williama Camdena, Britannia (1607), beleži, da so »Britanci imenovali grad Myned Agned [krilata skala], Škoti Maidens Castle in Virgins Castle, določenih mladih deklic piktske kraljeve krvi, ki so bile tam hranijo v starih časih«. Po očetu Richardu Hayu, antikvaru iz 17. stoletja, so bile »deklice« skupina nun, ki so bile izgnane z gradu in so jih nadomestili kanoniki, ki so veljali za »primernejše za življenje med vojaki«. Toda antikvar Daniel Wilson iz 19. stoletja je to zgodbo označil za apokrifno, od takrat pa so jo zgodovinarji prezrli. Ime je morda izpeljano iz legende o »kultu devetih deklet«. Arturjeve legende kažejo, da je bilo na tem mestu nekoč svetišče Morgain la Fee, ene od devetih sester. Kasneje naj bi sv. Monenna, ki naj bi bila ena od devetih spremljevalcev, zgradila cerkev v Edinburghu, pa tudi v Dumbartonu in drugih krajih. Podobna imena imajo številna druga železnodobna gradišča in so morda preprosto opisovala grad, ki ni bil nikoli zavzet s silo ali izpeljana iz prejšnjega britskega imena, kot je mag dun.
Arheološka izkopavanja v zgodnjih 1990-ih so odkrila dokaze, da je bilo mesto poseljeno v pozni bronasti ali zgodnji železni dobi, zaradi česar je Castle Rock potencialno najdlje neprekinjeno naseljeno mesto na Škotskem. Vendar pa obseg najdb ni bil posebej pomemben in ni zadostoval, da bi lahko sklepali o natančni naravi ali obsegu te najzgodnejše znane faze okupacije.
Arheološki dokazi so bolj zanesljivi glede železne dobe. Tradicionalno se je domnevalo, da so plemena osrednje Škotske malo ali nič uporabljala Castle Rock. Izkopavanja na bližnjem Dunsapie Hillu, Duddingstonu, Inveresku in Traprain Lawu so razkrila razmeroma velike naselbine in domnevalo se je, da so bila ta mesta izbrana raje kot Castle Rock. Izkopavanja v 1990-ih pa so pokazala na verjeten obstoj ograjenega gradišča na skali, čeprav so bili izkopani le na obrobju najdišča. Odkriti fragmenti hiš so bili podobni bivališčem iz železne dobe, ki so jih prej našli v Northumbriji.
Kopanje v 1990-ih je razkrilo jasne znake bivanja iz 1. in 2. stoletja našega štetja, skladno s Ptolemajevim sklicevanjem na Alauno. Znaki naselitve so vključevali nekaj rimskega materiala, vključno z lončenino, bronastimi izdelki in broškami, kar nakazuje možno trgovinsko razmerje med Votadini in Rimljani, ki se je začelo z Agricolino severno kampanjo leta 82 n. št. in nadaljevalo do postavitve Antoninovega zidu okoli leta 140 n. št. Narava naselbine v tem obdobju ni dokončna, vendar Driscoll in Yeoman domnevata, da je morda šlo za broš, podoben tistemu v Edin's Hallu blizu Dunsa, Škotske meje v Škotskih mejah.

### Zgodnji srednji vek
Grad se v sodobnih zgodovinskih zapisih od Ptolemajevega časa do okoli leta 600 ne pojavlja več. Nato se v valižanski epski pesmi Y Gododdin omenja Din Eidyn, 'trdnjava Eidyn'. Na splošno se domneva, da se to nanaša na Castle Rock. Pesem pripoveduje o kralju gododdinov Mynyddog Mwynfawr in njegovi skupini bojevnikov, ki so se po letu pojedin v svoji trdnjavi odpravili na boj z Angli pri Catreath (verjetno Catterick) v Yorkshiru. Kljub temu, da so izvedli veličastna dejanja hrabrosti in poguma, pesem pripoveduje, da so bili Gododdini masakrirani.
Irski anali poročajo, da so leta 638, po dogodkih, opisanih v Y Gododdinu, 'Etin' oblegali Angli pod Oswaldom Northumbrijskim in Gododdini so bili poraženi. Ozemlje okoli Edinburga je nato postalo del Kraljevine Northumbria, ki jo je v 10. stoletju prevzela Anglija. Lothian je postal del Škotske med vladavino Indulfa (vladal 954–962).
Arheološki dokazi za obravnavano obdobje v celoti temeljijo na analizi sredin (kopišča gospodinjskih odpadkov), brez dokazov o strukturah. O statusu naselja v tem obdobju je torej mogoče izpeljati malo zaključkov, čeprav vmesni nanosi ne kažejo jasnega preloma od rimskih časov.

### Visoki srednji vek
Prva dokumentarna omemba gradu v Edinburgu je poročilo Janeza Fordunskega o smrti kralja Malcolma III. (1031–1093). Fordun opisuje vdovo, bodočo sveto Margareta, kot prebivalko na 'gradu deklic', ko ji prinesejo novico o njegovi smrti novembra 1093. Fordunova pripoved nadaljuje, da je Margareta v nekaj dneh umrla od žalosti in kako je Malcolmov brat Donald Bane je oblegal grad. Vendar je bila Fordunova kronika napisana šele v poznejšem 14. stoletju in skoraj sodobno poročilo škofa Turgota o življenju svete Margarete ne omenja gradu. V času vladavine Malcolma III. in njegovih sinov je Edinburški grad postal eno najpomembnejših kraljevih središč na Škotskem. Malcolmov sin kralj Edgar je tukaj umrl leta 1107.
Malcolmov najmlajši sin, kralj David I. Škotski (vladal 1124–1153), je razvil Edinburg kot sedež kraljeve oblasti predvsem s svojimi upravnimi reformami (nekateri sodobni učenjaki jih imenujejo Davidova revolucija). Med letoma 1139 in 1150 je David na gradu organiziral zbor plemičev in cerkovnikov, ki je bil predhodnik škotskega parlamenta. Vse stavbe ali obramba bi bila verjetno iz lesa, čeprav je dokumentirano, da sta dve kamniti stavbi obstajali v 12. stoletju. Od teh je na vrhu skale ostala kapela sv. Marjete. Druga je bila cerkev, posvečena sv. Mariji, ki je stala na mestu škotskega nacionalnega vojnega spomenika. Glede na to, da južni del Zgornjega oddelka (kjer je zdaj Crown Square) ni bil primeren za pozidavo do izgradnje obokov v 15. stoletju, se zdi verjetno, da bi bile vse prejšnje stavbe nameščene proti severnemu delu od skale; to je okrog območja, kjer stoji kapela sv. Marjete. To je privedlo do domneve, da je kapela zadnji ostanek kvadratne kamnite utrdbe, ki bi predstavljala glavnino utrdbe iz 12. stoletja. Struktura je bila morda podobna utrdbi gradu Carlisle, ki jo je David I. začel graditi po letu 1135.
Davidov naslednik kralj Malcolm IV. (vladal 1153–1165) naj bi ostal v Edinburghu več kot na kateri koli drugi lokaciji. Toda leta 1174 so Angleži v bitki pri Alnwicku ujeli kralja Viljema Leva (vladal 1165–1214). Bil je prisiljen podpisati pogodbo iz Falaisea, da bi zagotovil svojo izpustitev, v zameno za predajo Edinburškega gradu, skupaj z gradovi Berwick, Roxburgh in Stirling, angleškemu kralju Henriku II. Grad so zasedali Angleži dvanajst let, do leta 1186, ko so ga vrnili Viljemu kot doto njegove angleške neveste Ermengarde de Beaumont, ki jo je zanj izbral kralj Henrik. Do konca 12. stoletja je bil Edinburški grad ustanovljen kot glavno skladišče škotskih uradnih državnih listin.

### Vojne za škotsko neodvisnost
Stoletje pozneje, leta 1286, po smrti kralja Aleksandra III., je škotski prestol postal prazen. Edvard I. Angleški je bil imenovan za razsojanje konkurenčnih zahtevkov za škotsko krono, vendar je izkoristil priložnost, da se poskuša uveljaviti kot fevdalni vladar Škotske. Med pogajanji se je Edvard za kratek čas zadržal na Edinburškem gradu in tam morda prejel poklon od škotskih plemičev.
Marca 1296 je Edvard I. začel invazijo na Škotsko in s tem sprožil prvo vojno za neodvisnost Škotske. Edinburški grad je kmalu prišel pod angleški nadzor in se predal po tridnevnem bombardiranju. Po obleganju je Edvard dal preseliti številne škotske pravne zapise in kraljeve zaklade iz gradu v Anglijo. Leta 1300 je bila nameščena velika garnizija, ki je štela 325 mož. Edvard je na Škotsko pripeljal tudi svoje mojstre gradbenike valižanskih gradov, vključno s Thomasom de Houghtonom in mojstrom Walterjem iz Hereforda, ki sta potovala iz Walesa v Edinburg. Po smrti Edvarda I. leta 1307 pa je nadzor Anglije nad Škotsko oslabel. 14. marca 1314 je Thomas Randolph, 1. grof Morayjev, nenadoma ponoči napadel grad in ga ponovno zavzel. Pripovedna pesem Johna Barbourja The Brus pripoveduje, kako je skupino tridesetih osebno izbranih mož vodil neki William Francis, član garnizije, ki je poznal pot vzdolž severne stene Castle Rock in kraj, kjer bi se lahko povzpeli na zid. Pri zahtevnem vzponu so Randolphovi možje preplezali steno, presenetili garnizijo in prevzeli nadzor. Robert Bruce je nemudoma ukazal zanemarjanje gradu, da bi preprečil njegovo ponovno zasedbo Angležem. Štiri mesece kasneje je njegova vojska zagotovila zmago v bitki pri Bannockburnu.
Po Bruceovi smrti leta 1329 se je Edvard III. Angleški odločil obnoviti poskus podreditve Škotske in podprl zahtevo Edwarda Balliola, sina nekdanjega kralja Johna Balliola, nad zahtevo Bruceovega mladega sina Davida II. Edvard je vdrl leta 1333, kar je označilo začetek druge vojne za škotsko neodvisnost, angleške sile pa so leta 1335 ponovno zasedle in utrdile Edinburški grad  ter ga zadržale do leta 1341. Tokrat je škotski napad vodil William Douglas, lord Liddesdale. Douglasova skupina se je preoblekla v trgovce iz Leitha, ki so garnizonu prinašali zaloge. Ko so zapeljali voziček v vhod, so ga tam ustavili, da bi preprečili zapiranje vrat. Večje sile, skrite v bližini, so se jim pridružile in grad je bil ponovno zavzet. Vseh 100 angleških mož garnizona je bilo ubitih.

### Davidov stolp in 15. stol
Pogodba iz Berwicka leta 1357 je pripeljala do konca vojn za neodvisnost. David II. je nadaljeval svojo vladavino in se lotil obnove Edinburškega gradu, ki je postal njegov glavni sedež vlade. Davidov stolp so začeli graditi okoli leta 1367 in je bil nedokončan, ko je David umrl na gradu leta 1371. Dokončal ga je njegov naslednik Robert II. v 1370-ih letih. Stolp je stal na mestu sedanje polmesečeve baterije in je bil povezan z delom kurtine z manjšim Constableovim stolpom, okroglim stolpom, zgrajenim med letoma 1375 in 1379, kjer zdaj stojijo Portcullisova vrata.
V zgodnjem 15. stoletju je še ena angleška invazija, tokrat pod vodstvom Henrika IV., dosegla Edinburški grad in začela oblegati, vendar se je na koncu umaknila zaradi pomanjkanja zalog. Od leta 1437 je bil sir William Crichton oskrbnik edinburškega gradu in kmalu zatem je postal škotski kancler. V poskusu pridobitve regentstva Škotske je Crichton skušal zlomiti moč Douglasovih, glavne plemiške družine v kraljestvu. 16-letnega Williama Douglasa, 6. grofa Douglasa, in njegovega mlajšega brata Davida so novembra 1440 poklicali na Edinburški grad. Po tako imenovani »črni večerji« v Davidovem stolpu sta bila oba fanta po hitrem postopku usmrčena na izmišljene obtožbe v prisotnosti 10-letnega kralja Jakoba II. (vladal 1437–1460). Douglasovi podporniki so kasneje oblegali grad in povzročili škodo. Gradnja se je nadaljevala v tem obdobju, pri čemer je bilo območje, ki je danes znano kot Crown Square, postavljeno nad oboki v 1430-ih. Zgrajeni so bili kraljevi apartmaji, ki tvorijo jedro kasnejšega bloka palače, Velika dvorana pa je obstajala do leta 1458. Leta 1464 je bil dostop do gradu izboljšan, ko je bila zgrajena sedanja pristopna cesta na severovzhodni strani skale, omogočili lažje premikanje kraljevega topniškega vlaka v in iz območja, ki je zdaj znano kot Zgornji oddelek.
Leta 1479 je bil Alexander Stewart, vojvoda Albanyjski, zaprt v Davidovem stolpu zaradi zarote proti svojemu bratu, kralju Jakobu III. (vladal 1460–1488). Rešil se je tako, da je svoje stražarje napil, nato pa se na vrvi spustil z okna. Vojvoda je pobegnil v Francijo, nato v Anglijo, kjer se je povezal s kraljem Edvardom IV. Leta 1482 je Albany vkorakal na Škotsko z Richardom, vojvodo Gloucestrskim (pozneje kraljem Richardom III.), in angleško vojsko. Jakob III. Škotski je bil ujet v gradu od 22. julija do 29. septembra 1482, dokler ni uspešno dosegel poravnave.
V 15. stoletju se je grad vedno bolj uporabljal kot arzenal in tovarna orožja. Prvi znani nakup puške je bil leta 1384, »veliko bombardiranje« Mons Meg pa je bilo dostavljeno v Edinburg leta 1457. Prva zabeležena omemba orožarne za izdelavo orožja se pojavi leta 1474, do leta 1498 pa je topniški mojster Robert Borthwick v Edinburgu ulival bronaste puške. Do leta 1511 je bil Edinburgh glavna livarna na Škotskem, ki je nadomestila Stirlinški grad, s škotskimi in evropskimi kovači, ki so delali pod Borthwickom, ki je bil do leta 1512 imenovan za »glavnega talilca kraljevega orožja«. Njihova proizvodnja je vključevala puške za škotsko vodilno ladjo Great Michael in Seven Sisters, niz topov, ki so jih Angleži leta 1513 zajeli pri Floddnu. Sir Thomas Howard, angleški lord admiral, je občudoval njihovo graciozno obliko in briljanten zaključek ter jih razglasil za najlepše [topove] zaradi njihove velikosti in dolžine, kar jih je kdaj videl. Od leta 1510 so nizozemski obrtniki izdelovali tudi ročne kulverine, zgodnje strelno orožje. Po Floddnu je Borthwick nadaljeval svoje delo in proizvedel neznano število pušk, od katerih nobena ni preživela. Nasledili so ga francoski kovači, ki so v 1550-ih začeli izdelovati hagbuts (druga vrsta strelnega orožja), in do leta 1541 je imel grad 413 zalog.
Medtem se je kraljeva družina začela pogosteje zadrževati v opatiji Holyrood, približno 1,6 km od gradu. Okoli konca 15. stoletja je kralj Jakob IV. Škotski (vladal 1488–1513) zgradil palačo Holyroodhouse ob opatiji kot svojo glavno edinburško rezidenco, vloga gradu kot kraljevega doma pa je pozneje upadla. Jakob IV. je kljub temu zgradil Veliko dvorano, ki je bila dokončana v začetku 16. stoletja. Njegova hči Margareta Stewart je bila nastanjena v gradu s svojo služabnico Ellen More.

### Novi vek in moderna zgodovina
Leta 1571 so Angleži oblegali grad v poskusu, da bi zajeli Marijo I. Škotsko. Obleganje, ki je trajalo dve leti, je postalo znano kot Long ali Lang Siege - dolgo obleganje. Februarja leta 1573 so se Marijini podporniki predali Angležem. Med Lang Siegem je bil Davidov stolp uničen. 
Grad je ponovno bil priča spopadom, ko je leta 1650 Oliver Cromwell ubil Karla I. in napadel Škotsko. Avgusta istega leta je Edinburgh spet padel v angleške roke.
Med Jacobitsko vstajo (1688-1746) so Škoti poskušali večkrat ponovno osvojiti svoj grad. Na žalost nikoli niso bili sposobni premagati Angležev. Zadnji poskus je bil leta 1745, ko je bila Jacobiteska vojska pod vodstvom Bonnie Princa Charlija. Čeprav so Škoti zavzeli mesto, nikoli niso bili sposobni osvojiti gradu. Novembra istega leta so se bili prisiljeni umakniti.
Od konca 18. stoletja do začetka 19. stoletja je bil Edinburgški grad uporabljen za zapiranje vojaških ujetnikov. Grad je postal nacionalni spomenik leta 1814, po propadlem masovnem begu iz zapora. To je bil dokaz, da grad ne more držati zapornikov. Skozi 19. in v začetku 20. stoletja je bil grad počasi obnovljen. Leta 1927 je bil del gradu spremenjen v Škotski državni spomenik padlim vojakom (Scotish National War Memorial).

## Opis
Edinburški grad stoji na vrhu Royal Mile, na zahodnem koncu starega mestnega jedra Edinburga. Vulkanska Castle Rock ponuja naravno zaščiten položaj s strmimi pečinami na severu in jugu ter strmim bregom z zahoda. Edini lahek pristop je iz mesta proti vzhodu in temu primerno je postavljena obramba gradu z nizom vrat, ki ščitijo pot do vrha Grajske skale.
Pred gradom je dolgo poševno dvorišče, znano kot Esplanade. Prvotno je bil tu Spur, rogovišče iz 16. stoletja. Sedanja Esplanada je bila urejena kot paradni prostor leta 1753 in razširjena leta 1845. Prav na tem Esplanade se vsako leto odvija Edinburgh Military Tattoo. Iz Esplanade je vidna baterija Half Moon, s kraljevo palačo na njeni levi.
Vhodno poslopje na čelu Esplanade je bilo zgrajeno kot arhitekturno kozmetični dodatek gradu leta 1888. Leta 1929 sta bila dodana kipa Roberta Brucea Thomasa Clappertona in Williama Wallacea Alexandra Carricka, nad vrati pa je izpisano latinsko geslo Nemo me impune lacessit. Suhi jarek pred vhodom je bil v današnji obliki dokončan leta 1742. Znotraj vhodnega poslopja so pisarne, na severu pa je najnovejši dodatek k gradu; blagajna, dokončana leta 2008 po načrtih Gareth Hoskins Architects. Cesta, ki jo je zgradil Jakob III. leta 1464 za prevoz topov, vodi navzgor in okoli severno od baterije Half Moon in baterije Forewall, do vrat Portcullis. Leta 1990 je bil odprt alternativni dostop z izkopom predora od severne strani plašča do severozahodnega dela gradu, ki je ločil promet obiskovalcev od servisnega prometa.

### Portcullisova vrata in stolp Argyle
Portcullisova vrata je začel graditi regent Morton po obleganju Langa v letih 1571–73, da bi nadomestil okrogel Constableov stolp, ki je bil uničen med obleganjem. Leta 1584 je William Schaw dokončal zgornje dele vhodnega poslopja, leta 1750 pa so bili nadalje spremenjena. V letih 1886–1887 je bila ta navadna stavba nadomeščena s stolpom škotskega barona, ki ga je zasnoval arhitekt Hippolyte Blanc, čeprav izvirna Portcullisova vrata ostajajo spodaj. Novo stavbo so poimenovali Argyle Tower, ker je bil tukaj pred svojo usmrtitvijo leta 1685 zaprt 9. grof Argyllski. Opisana kot »obnova v ekstremni obliki«, je bila obnova stolpa Argyle prva v nizu del, ki jih je financiral založnik William Nelson.
Tik znotraj vrat je Argyle Battery s pogledom na Princes Street, z Mills Mount Battery, lokacijo One O'Clock Gun, na zahodu. Pod njimi je Low Defence, ob vznožju skale pa je porušen stolp vodnjaka, zgrajen leta 1362 za varovanje vodnjaka sv. Margarete. Ta naravni izvir je bil pomemben sekundarni vir vode za grad, saj je vodo dvigoval žerjav, nameščen na ploščadi, imenovani Crane Bastion.

### Vojaške zgradbe
Območja severno in zahodno od stolpa Argyle so večinoma zasedena z vojaškimi stavbami, zgrajenimi potem, ko je grad v začetku 18. stoletja postal glavna garnizija. V bližini Mills Mounta so lope za vozičke iz 18. stoletja, zdaj čajnice. Guvernerjeva hiša na jugu je bila zgrajena leta 1742 kot nastanitev za guvernerja, skladiščnika in mojstra strelca in je bila uporabljena, dokler se mesto guvernerja v poznem 19. stoletju ni izpraznilo; nato so jo uporabljale medicinske sestre grajske bolnišnice. Danes deluje kot častniška menza, od obnovitve mesta leta 1936 pa kot urad guvernerja.
Južno od guvernerjeve hiše je nova vojašnica, ki je bila dokončana leta 1799 za namestitev 600 vojakov in je nadomestila zastarelo bivališče v veliki dvorani. Zdaj so v njih poveljstvo polka škotskega kraljevega polka in poveljstvo polka kraljeve škotske dragonske garde (karabinjerjev in sivih) ter muzej škotske kraljeve dragonske garde. Slednjo je leta 1995 odprla polkovnica polka, kraljica Elizabeta II. Britanska. Tudi v bližini, v nekdanji vrtalni dvorani Royal Scots, zgrajeni leta 1900, je Regimentalni muzej Royal Scots (The Royal Regiment). Vojaški zapor je bil zgrajen leta 1842 kot zapor za grajsko posadko in je bil dozidan v 80. letih 19. stoletja. Nazadnje je bil uporabljen leta 1923, ko se je garnizija preselila v mestno vojašnico Redford.

### Kapela svete Margarete
Najstarejša stavba na gradu in v Edinburgu je majhna kapela sv. Margarete. Ena redkih stavb iz 12. stoletja, ohranjenih v katerem koli škotskem gradu, je iz časa vladavine kralja Davida I. (vladal 1124–1153), ki jo je zgradil kot zasebno kapelo za kraljevo družino in jo posvetil svoji materi, sveta Margareta Škotska, ki je umrla v gradu leta 1093. Preživela je omalovaževanje leta 1314, ko je bila obramba gradu uničena na ukaz Roberta Brucea, in je bila uporabljena kot skladišče smodnika od 16. stoletja, ko je bila zgrajena sedanja streha. Leta 1845 jo je 'odkril' antikvar Daniel Wilson, medtem ko je bila v uporabi kot del večje garnizijske kapele, in je bila obnovljena v letih 1851–1852. Kapela se še vedno uporablja za verske obrede, kot so poroke.